# 영상 편집

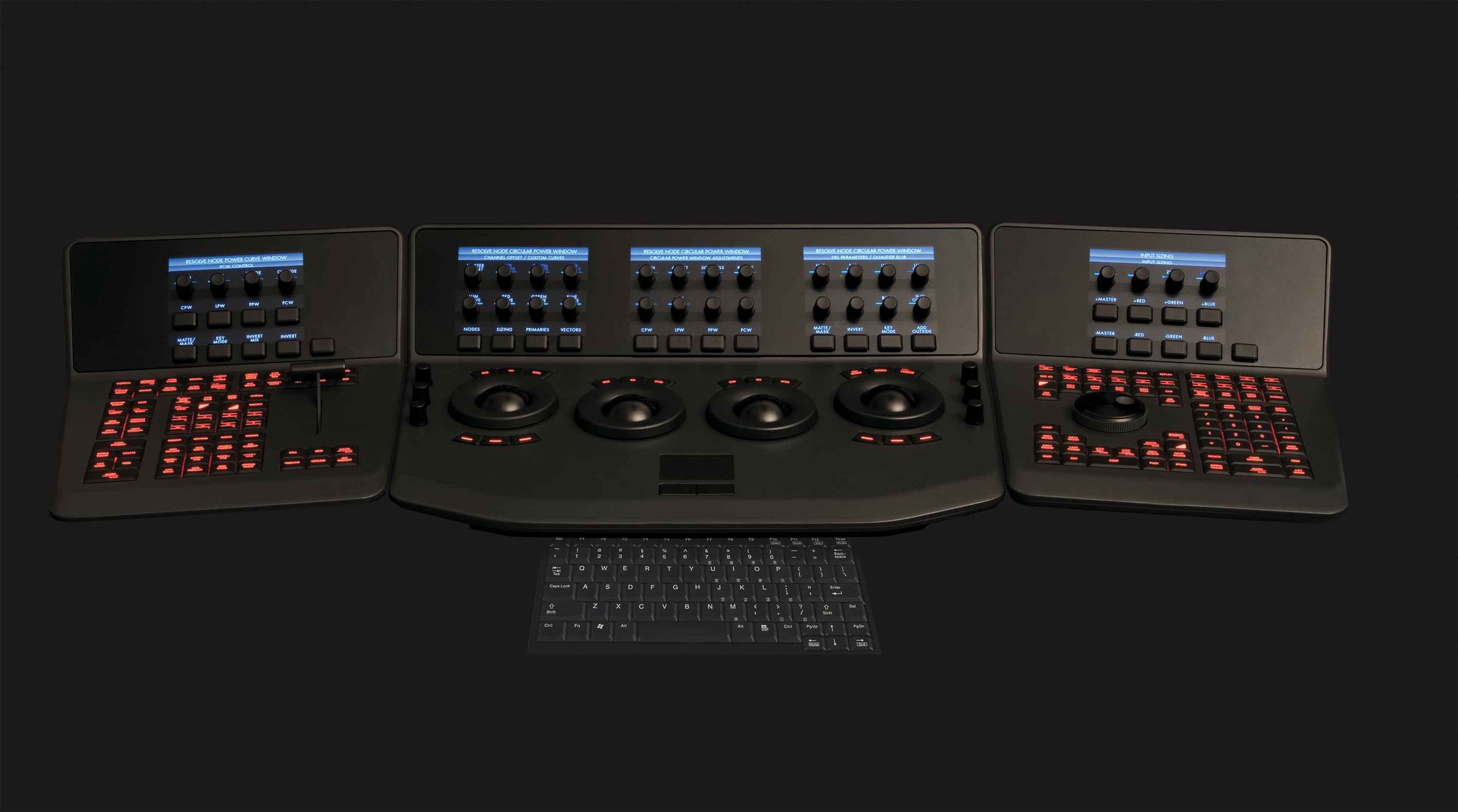
블랙매직 다빈치 리졸브 어드밴스트 패널

영상 편집(映像 編輯)은 다음을 가리키는 말이다:
- 비선형 영상 편집: 비디오 테이프를 사용하고 매우 선형적인 방식으로 편집된다. 서로 다른 테이프의 여러 비디오 클립이 표시되는 순서대로 하나의 테이프에 녹화된다. 영상 편집 소프트웨어가 설치된 컴퓨터를 사용하여 영상을 편집한다.
- 선형 영상 편집: 영상 테이프를 직접 사용하여 영상을 편집한다.

영상 편집은 다른 조각의 영상을 형성하기 위해 영상의 단편을 수정하거나 다시 정렬하는 과정을 말한다. 영상 편집의 목적은 원치 않는 영상 부분을 지우고 원하는 부분을 분리하고 새로운 부분과 합성, 정렬하는 필름 편집과 같다.